# Soka Gakkai

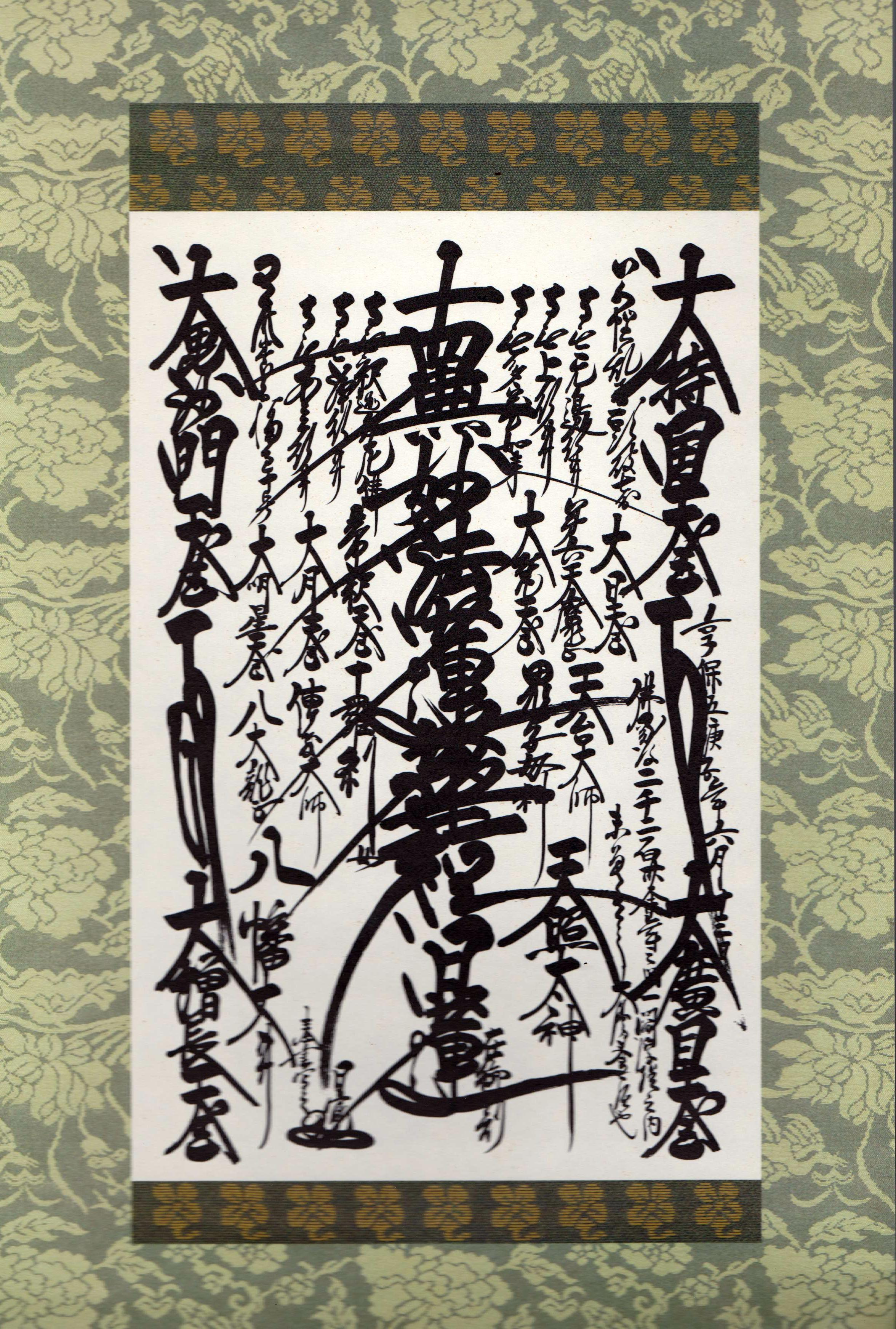
Gohonzon

Soka Gakkai är en japansk buddhistisk rörelse som grundades år 1930. Rörelsen baseras på undervisning från den Japanske buddhistprästen Nichiren (1222–1282) och Soka Gakkais tre första presidenter: Tsunesaburō Makiguchi (1871–1944), Jōsei Toda (1900–1958) och Daisaku Ikeda (1928–2023). Soka Gakkai är den största nya japanska religionen, och har det största medlemsantalet av alla grenar inom Nichiren-buddhismen. En central rit för dem är att recitera "Namu Myōhō Renge Kyō", vilket är en hyllning på japanska till Lotussutran.
Rörelsen grundades av Tsunesaburō Makiguchi och Jōsei Toda den 18 november 1930, men det första mötet ägde rum först år 1937. Den upplöstes under andra världskriget när en stor del av dess ledning fängslades på grund av brott mot lagen för bevarandet av allmän ordning från 1925, och anklagelser om majestätsbrott. Rörelsen ägnar betydande energi åt missionerande. Efter kriget växte den från ett uppskattat medlemsantal om 3000 före kriget, till hävdade 750000 hushåll år 1958. Enligt rörelsens egna uppgifter har den nu 12 miljoner medlemmar i 192 länder.
Ikeda har varit framgångsrik i att göra rörelsen allmänt accepterad, men den ses fortfarande på med misstänksamhet i Japan. Soka Gakkai har varit invecklad i flera offentliga kontroverser, särskilt under de tre första decennierna efter andra världskriget. Från 1952 till 1991, ingick Soka Gakkai i samma förening som Nichiren Shōshū, en buddhistisk sekt. Komeito, ett konservativt politiskt parti har stått Soka Gakkai nära. Partiet anslöt sig till regeringskoalitionen 1999.
Medlemmarna i Soka Gakkai har ofta ett altare i sina hem där det centrala objektet är en avskrift av en mandala som ursprungligen utformades av Nichiren. Den kallas Gohonzon. Tecknen i den mittre kolumnen av inskriften lyder Nam Myoho Renge Kyo och Nichiren. Snarare än att dyrka Buddha eller Lagen som externa objekt, gjorde Nichiren alltså en skriven mandala, inte en buddhistisk staty, till det centrala objektet för rörelsens dyrkan.
Rörelsen har en internationell gren som heter Internationella Soka Gakkai